# Santiago Arrieta
Santiago Arrieta, eigentlich Santiago Donadío, (* 21. Juli 1897 in Montevideo, Uruguay; † 8. April 1975 in Buenos Aires, Argentinien) war ein uruguayischer Schauspieler.
Die Anfänge der Karriere des aus einer Künstlerfamilie entstammenden Sohnes Santiago Luis Donadios und Inés Arrietas lagen in den 1910er-Jahren in Uruguay. Im Folgejahrzehnt spielte er dann auf den argentinischen Bühnen Teatro Nacional (Ensemblemitglied 1922–1928) und Teatro Cervantes, bevor 1935 seine Filmkarriere begann. In seinem ersten Film El alma del bandoneón spielte er unter der Regie Mario Sofficis an der Seite von Libertad Lamarque. Auch in Manuel Romeros Klassiker des argentinischen Films Los muchachos de antes no usaban gomina wirkte er in der Hauptrolle mit.
Insgesamt spielte er in 26 Filmen mit, wobei er oft den jugendlichen Liebhaber verkörperte und galt in dieser Rolle als einer der besten des argentinischen Tonfilms. Mit dem Film Historia del 900 aus dem Jahre 1948 begann dann eine Zeit, in der er als Charakterdarsteller auf sich aufmerksam machte. Für seine Rolle in He nacido en Buenos Aires erhielt er eine Auszeichnung als bester Nebendarsteller. Seinen letzten Film drehte er 1962.
Der mit der Schauspielerin Isabel Figlioli verheiratete Künstler verstarb 1975 78-jährig in der argentinischen Hauptstadt.

## Filmografie
| - 1935: El alma del bandoneón - 1936: La muchachada de a bordo - 1936: Los muchachos de antes no usaban gomina - 1937: La fuga - 1937: La ley que olvidaron - 1937: Una porteña optimista - 1939: …Y los sueños pasan - 1939: Hermanos - 1939: Nativa - 1940: La carga de los valientes - 1941: Historia de una noche - 1941: Joven viuda y estanciera - 1942: Ceniza al viento | - 1942: ¡Gaucho! - 1943: Luisito - 1943: Punto negro - 1943: Su hermana menor - 1948: Pelota de trapo - 1948: Historia del 900 - 1949: Su última pelea - 1951: La vida color de rosa - 1951: Paraíso robado - 1953: Stella Maris - 1959: Angustias de un secreto - 1959: He nacido en Buenos Aires - 1962: El último piso |